# Bolbocerosoma pusillum
Bolbocerosoma pusillum is een keversoort uit de familie cognackevers (Bolboceratidae). De wetenschappelijke naam van de soort werd in 1924 gepubliceerd door Dawson & McColloch.